# Пилипенко Василь Павлович
Пилипенко Василь Павлович — полковник Національної гвардії України. Брав участь у подіях Євромайдану на стороні провладних сил.

## З життєпису
З 1987 по 1991 рік навчався у Донецькому вищому військовому політичному училищі. У 2004 році закінчив Національну академію оборони України.
Службу проходив на посадах:
- заступник командира роти по роботі з особовим складом полку повітрянодесантних військ;
- офіцер з правової роботи;
- заступник командира окремої роти розвідки спеціального призначення з виховної роботи;
- заступник командира батальйону з виховної роботи;
- заступник начальника відділення виховної роботи Південного територіального командування;
- заступник командира бригади з виховної роботи;
- заступник начальника Східного територіального управління по роботі з особовим складом.

19 грудня 2018 року призначений заступником начальника Національної академії Національної гвардії України з виховної роботи.

## Участь у Євромайдані
У лютому 2019 року з'явилося повідомлення про те, що Василя Пилипенка ідентифікували на кількох фотографіях періоду Євромайдану. Зокрема, на одній з них він б'є протестувальника, що лежить на землі.

## Нагороди
- 25 березня 2016 року нагороджений Орденом Богдана Хмельницького III ступеня.[4]